# Sieben Weltwunder der Technik
Sieben Weltwunder der Technik ist ein für das Fernsehen produzierter, siebenteiliger deutscher Dokumentarfilm von Harald Reinl.

## Handlung
In dem dreieinviertelstündigen Film werden technische wie architektonische Errungenschaften der Moderne vorgestellt, die den Fortschritt und den Erfindergeist des Menschen zu dokumentieren beabsichtigen.

### 1. Episode: Toronto – der höchste Fernsehturm der Welt

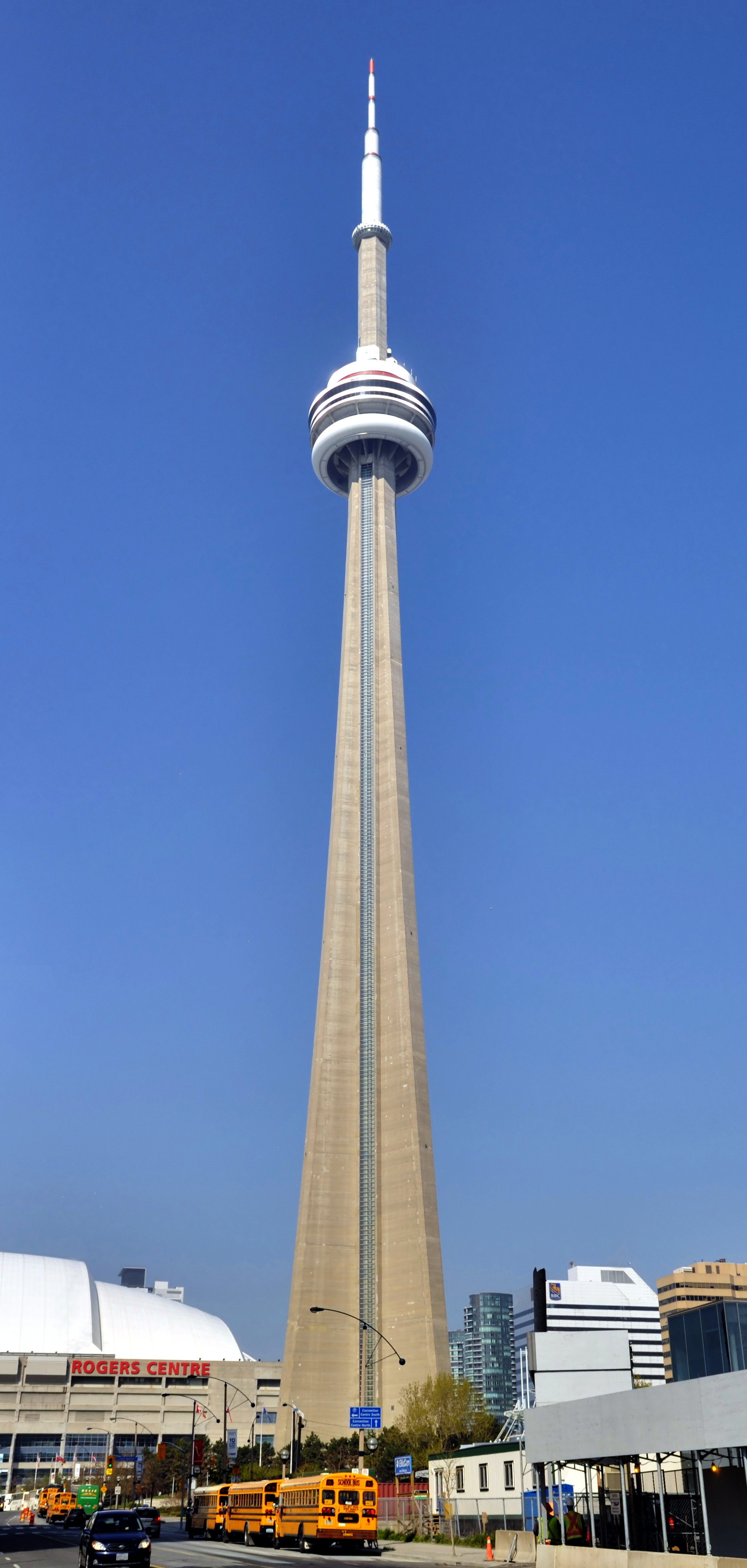
CN Tower, einst das höchste Bauwerk der Erde

Damals das höchste Bauwerk der Gegenwart, besitzt der Fernsehturm CN Tower im kanadischen Toronto eine Höhe von exakt 553,33 Metern. Die Bauzeit der etwa 120.000 Tonnen schweren Betonröhre betrug 40 Monate. Insgesamt rund 1500 Arbeiter waren zeitweilig an der Großbaustelle beschäftigt. Die Fertigstellung des Bauwerks erfolgte im Jahre 1977, die Kosten betrugen umgerechnet zirka 76 Mio. Euro. Zu Beginn der 1980er Jahre lag die tägliche Besucherzahl bei rund 10.000 Menschen. Außer den Antennen für sechs Rundfunk- und fünf Fernsehsendern befinden sich Restaurants, die damals höchstgelegene Diskothek der Welt und auf 447 Metern Höhe eine so genannte Weltraumplattform im CN Tower, die eine ideale Aussicht auf die Umgebung ermöglicht.

### 2. Episode: Mount Palomar – Das größte Spiegelteleskop der Welt
Das Observatorium befindet sich auf dem in Kalifornien befindlichen Mount Palomar. Auf gut 1700 Metern Höhe gelegen, besitzt die Sternwarte das damals größte Spiegelteleskop der Welt. Der Spiegel besitzt einen Durchmesser von über fünf Metern. Etwa 30 Jahre wurden benötigt, um das Spezialglas zu gießen und anschließend zu schleifen. 1924 wurde mit der Planung des Observatoriums begonnen, 25 Jahre darauf erfolgte die Inbetriebnahme des Teleskops.

### 3. Episode: Sears Tower in Chicago – Der größte Wolkenkratzer der Welt

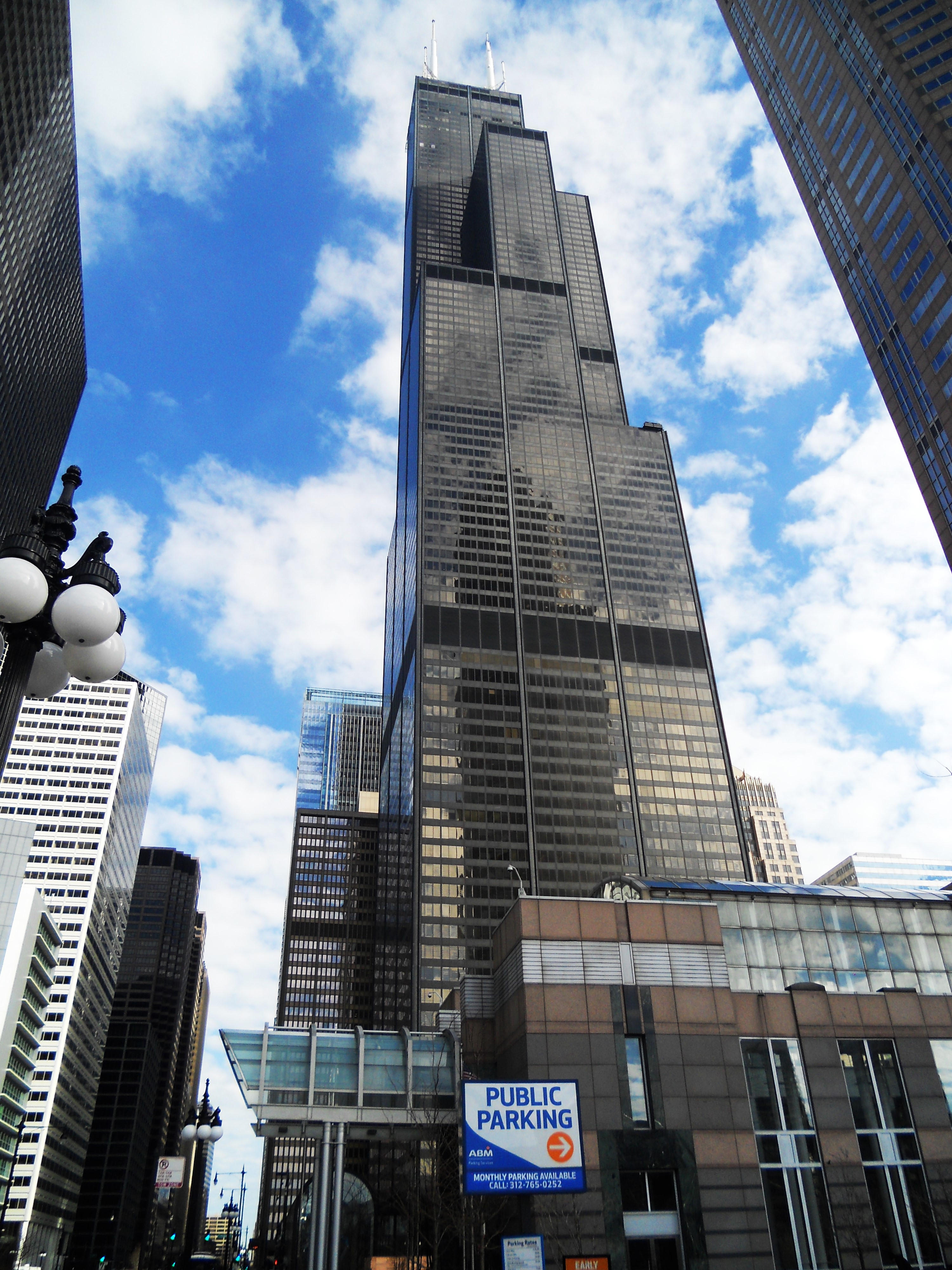
Der Sears Tower, heute: Willis Tower

Mit knapp 443 Metern (mit Antenne sogar fast 527 Meter) war der Sears Tower (heute: Willis Tower) in Chicago 1980 der höchste Wolkenkratzer der Welt. In den insgesamt 108 Stockwerken fanden etwa 20.000 Menschen Arbeit. Auf einer Grundfläche von nur 4624 Quadratmetern erheben sich neun Turmelemente, die unterschiedliche Höhen besitzen. Über der Aussichtsetage befindet sich in gut 400 Metern Höhe eine Verkehrsfunkstation, die einen Überblick über die Verkehrsströme im Großraum Chicago besitzt und selbige mit ihren Durchsagen lenkt.

### 4. Episode: Das Tauchboot Trieste II – Die Tiefseetauchkugel des Auguste Piccard

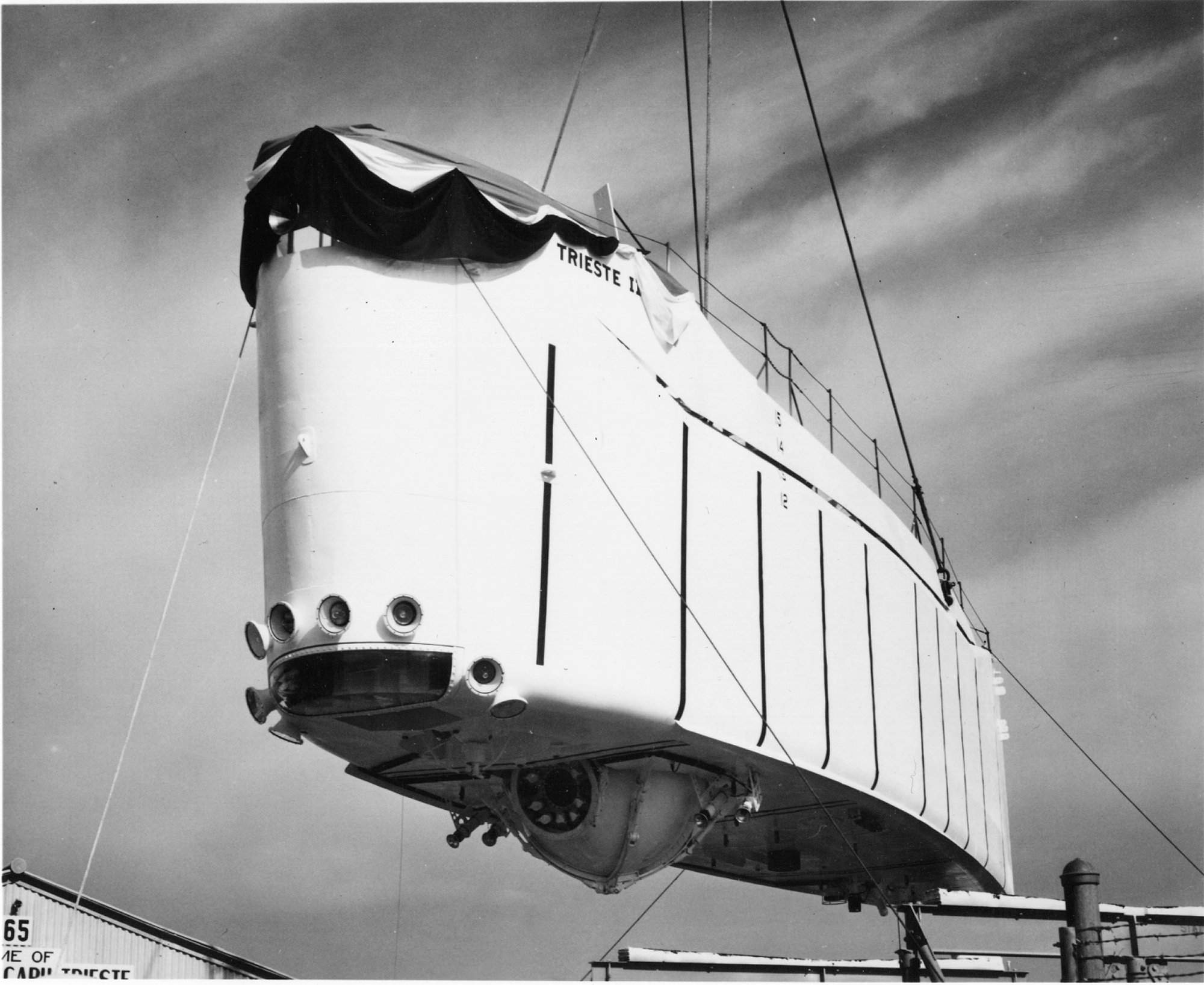
Tiefseetauchboot Trieste II

Im westlichen Pazifik befindet sich der mit dem rund elf Kilometer unter dem Meeresspiegel liegenden Marianengraben tiefste Punkt der Erde. An dieser Stelle tauchten die beiden Meeresforscher Jacques Piccard, dessen Vater Auguste Piccard das Vorgänger-U-Boot Trieste entworfen hatte, und Don Walsh mit einer stählernen Tauchkugel, der Trieste II, am 23. Januar 1960 in die Tiefe. Bei ihrem Tiefenrekord hielt das Spezialtauchboot dem hohen Wasserdruck stand und ermöglichte fortan unter anderem die Erschließung von wichtigen Bodenschätzen am Meeresgrund.

### 5. Episode: Nordsee: Die schwimmende Bohrinsel, die Ölbohrinsel Central Plattform
Eine der damals größten Ölbohrinseln der Welt, die Central Plattform, befand sich im britischen Ninian Oild Field. In etwa 600.000 Tonnen wog diese Plattform aus Eisen, Stahl und Beton, die 100 Meter über den Meeresspiegel herausragt. Insgesamt 42 Bohrschächte reichen bis in rund 3000 Metern Tiefe hinab und fördern seit Anfang 1980 täglich zehn Millionen Liter schwefelarmes Öl, das über eine zirka 160 km lange Pipeline zu den Shetland Islands gepumpt wird.

### 6. Episode: Die Seilbahn von Chamonix auf die Aiguille du Midi

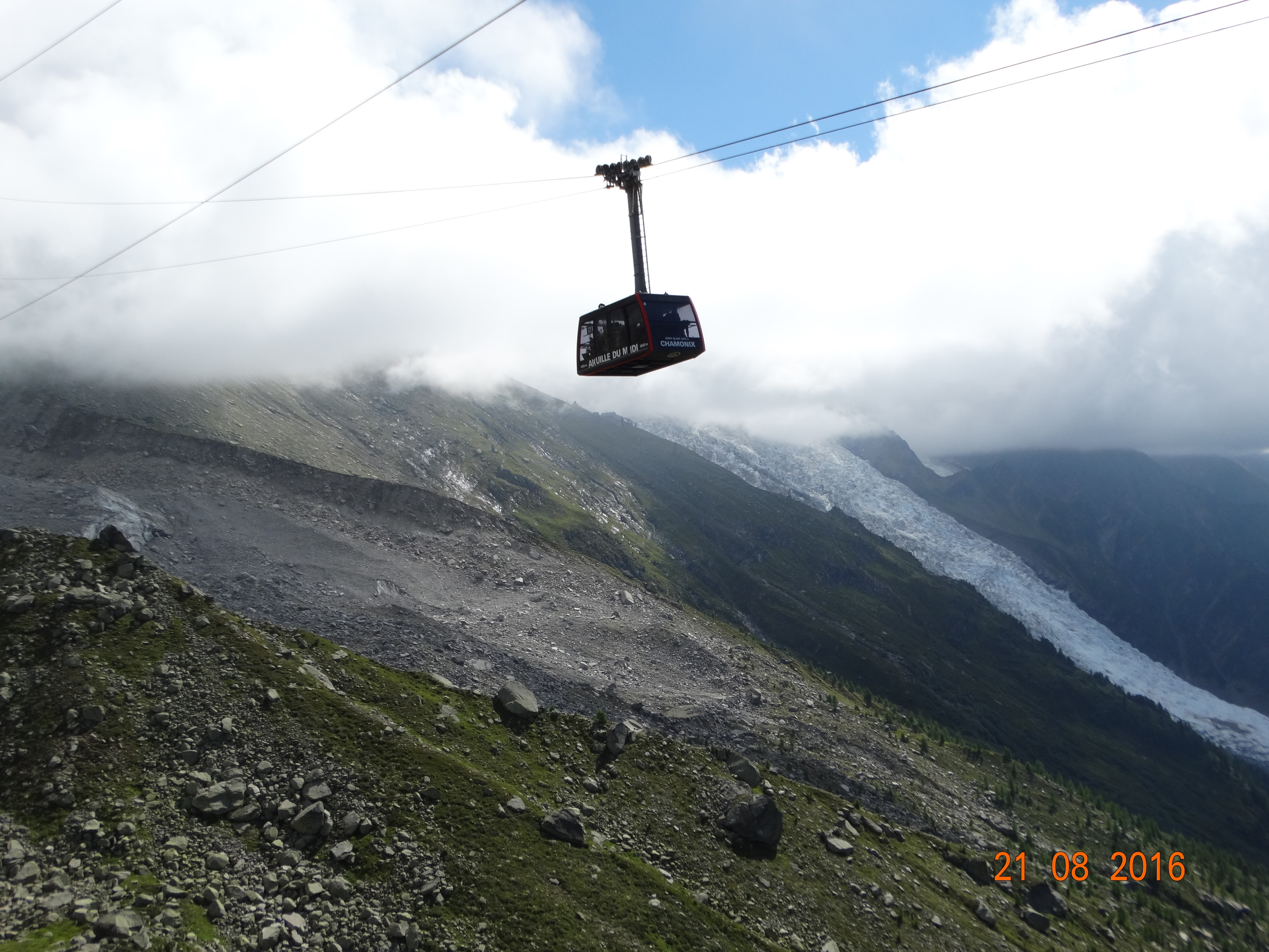
Die Seilbahn am Aiguille du Midi

Die Aiguille du Midi (3842 m) ist ein felsiger Vorposten im Mont-Blanc-Massiv südlich von Chamonix. In eine Höhe von über 3800 Metern führt eine Seilbahn, die auf ihrem letzten Teilstück einen Höhenunterschied von rund 1500 Metern mit mehr als 3000 Metern Seil ohne jegliche Stütze zu überwinden hat. Schweizer Ingenieure zeichneten für die Baugestaltung verantwortlich. Die in den Jahren 1951 bis 1954 errichtete Seilbahnverbindung hat ihren Ausgangspunkt in Chamonix und transportiert stündlich 500 Menschen in 20 Minuten vom Tal bis auf die Bergstation. Eine weitere Seilbahnverbindung führt zum italienischen Talort. Von dort ist eine Rückkehr durch den Mont-Blanc-Tunnel nach Chamonix (zwölf Kilometer Entfernung) möglich.

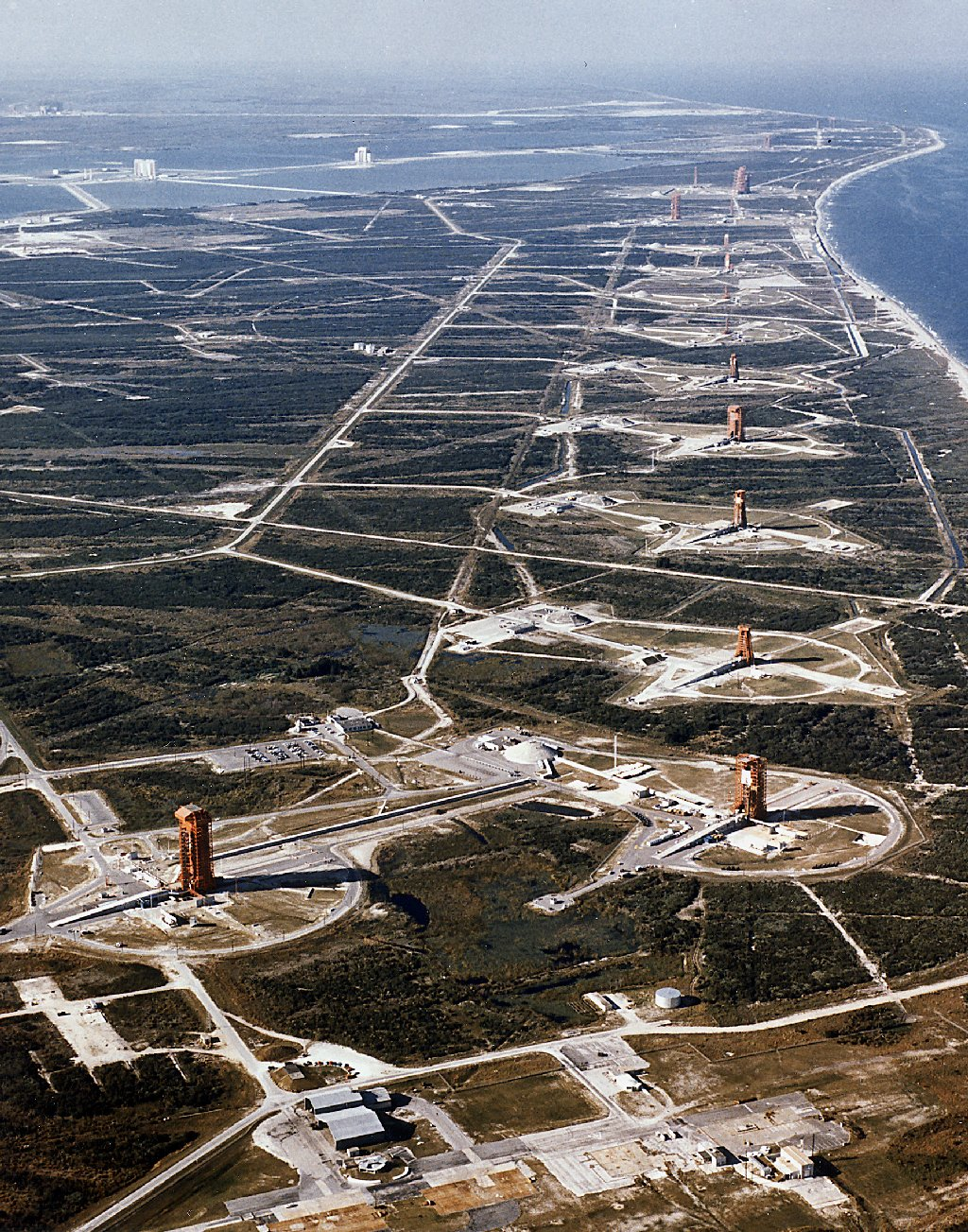
Cape Canaveral

### 7. Episode: Kap Canaveral – Der Weltraumbahnhof
Das Kap (Cape) Canaveral, zwischenzeitlich auch Cape Kennedy genannt, ist die US-Raketenabschussbasis der NASA mit einer Ausdehnung von etwa 90 Quadratkilometern. Von diesem wohl bekanntesten Weltraumbahnhof starteten unter anderem die Flüge der Weltraumfähre Space Shuttle ins All. Seit 1948 wurden an dieser Stelle bis zu dem Herstellungszeitpunkt dieses Films 42 Startrampen für die verschiedensten Raketentypen gebaut und (bis 1981) über 80 Astronauten in den Weltraum geflogen. 1969 startete von hier aus auch Apollo 11 mit Neil Armstrong an Bord, der als erster Mensch den Mond betrat.

## Produktion
Reinls 1980/81 hergestellter Film, einer seiner seltenen Ausflüge zur Fernsehdokumentation, wurde am 15. September 1981 in der ARD ausgestrahlt. Die einzelnen Episoden besaßen alle jeweils eine Länge von rund 28 Minuten. Als Sprecher aus dem Off fungierte Horst Naumann.